# Ivaniš
Ivaniš (serbisch-kyrillisch Иваниш; † nach 1348) war ein serbischer Magnat (Velikaš), der unter Zar Stefan Uroš IV. Dušan die hohe Würde eines Despoten trug.

## Leben
In Dušans Schenkungsbulle für das Erzengelkloster bei Prizren von 1348 wird er vom Zaren als „Vater meines Reichs“ bezeichnet, war also offenbar nahe mit der regierenden Nemanjić-Dynastie verwandt. Ivaniš und nach ihm sein Sohn Altoman Ivanišević beherrschten die Region Toplica nahe dem Kerngebiet der späteren Provinz des Lazar Hrebeljanović. Dessen Schwester wurde mit Altoman verheiratet. Ihr gemeinsamer Sohn, der ebenfalls Ivaniš hieß, wurde in Visoki Dečani begraben.
Ivaniš ist vielleicht identisch mit dem serbischen Mönch Dorotheos von Hilandar, von dem überliefert ist, dass er vor dem Eintritt ins Kloster den Despotentitel getragen hat. Er amtierte von 1356 bis 1366 als Protos auf Athos; 1382 stiftete er in Serbien das Kloster Drenča bei Aleksandrovac.